# Смугаста тимелія-темнодзьоб
Смугаста тиме́лія-темнодзьо́б (Zosterornis) — рід горобцеподібних птахів родини окулярникових (Zosteropidae). Представники цього роду є ендеміками Філіппін. Їх раніше відносили до родини тимелієвих (Timaliidae), однак за результатами низки молекулярно-генетичних досліджень вони були переведені до родини окулярникових.

## Види
Виділяють п'ять видів:
- Тимелія-темнодзьоб палаванська (Zosterornis hypogrammicus)
- Тимелія-темнодзьоб смугаста (Zosterornis striatus)
- Тимелія-темнодзьоб рудощока (Zosterornis whiteheadi)
- Тимелія-темнодзьоб білощока (Zosterornis latistriatus)
- Тимелія-темнодзьоб негроська (Zosterornis nigrorum)

## Етимологія
Наукова назва роду Zosterornis походить від сполучення наукової назви роду Окулярник (Zosterops Vigors & Horsfield, 1826) і слова дав.-гр. ορνις — птах.